# Collegio elettorale di Casarano (Senato della Repubblica)
Il collegio di Casarano fu un collegio elettorale uninominale della Repubblica Italiana per l'elezione del Senato della Repubblica. Apparteneva alla circoscrizione Puglia e fu utilizzato per eleggere un senatore nella XII, XIII e XIV legislatura.
Venne istituito nel 1993 con la cosiddetta Legge Mattarella (Legge n. 276, Norme per l'elezione del Senato della Repubblica), attuata in seguito al referendum abrogativo del 1993. La legge istituì per la Camera dei deputati e per il Senato della Repubblica un sistema di elezione misto, in parte maggioritario e in parte proporzionale. Il 75% dei parlamentari dell'assemblea veniva eletto in collegi uninominali tramite sistema maggioritario a turno unico; il restante 25% al Senato veniva eletto tramite recupero proporzionale dei più votati non eletti attraverso un meccanismo di calcolo denominato "scorporo", cioè sottraendo dal conteggio dei voti totali di una lista nella parte proporzionale i voti ottenuti dai candidati collegati alla medesima lista che erano eletti nei collegi uninominali con il sistema maggioritario.
Il collegio venne abolito insieme a tutti gli altri che costituivano il Senato con la promulgazione della legge elettorale successiva, la cosiddetta Legge Calderoli. Questa prevedeva un sistema proporzionale con premio di maggioranza, che al Senato veniva attribuito a livello regionale.

## Territorio
Il collegio di Casarano era uno dei 16 collegi uninominali in cui era suddivisa la Puglia e, come previsto dal D.Lgs. del 20 dicembre 1993 n. 535, era interamente compreso nella provincia di Lecce e comprendeva i seguenti comuni: Acquarica del Capo, Alessano, Alezio, Alliste, Andrano, Bagnolo del Salento, Botrugno, Cannole, Casarano, Castrignano del Capo, Castro, Corsano, Diso, Gagliano del Capo, Giuggianello, Giurdignano, Matino, Melissano, Miggiano, Minervino di Lecce, Montesano Salentino, Morciano di Leuca, Muro Leccese, Nociglia, Ortelle, Otranto, Palmariggi, Parabita, Patù, Poggiardo, Presicce, Racale,  Ruffano, Salve, San Cassiano, Sanarica, Santa Cesarea Terme, Scorrano, Specchia, Spongano, Supersano, Surano, Taurisano, Taviano, Tiggiano, Tricase, Tuglie, Ugento e Uggiano la Chiesa.

## Eletti
| Elezione | Elezione                | Senatore              | Partito                       |
| -------- | ----------------------- | --------------------- | ----------------------------- |
|          | 1994                    | Luigi Pepe            | Polo del Buon Governo (CCD)   |
|          | 1996                    | Rosario Giorgio Costa | Polo per le Libertà (CDU/CDL) |
| 2001     | Casa delle Libertà (FI) | Rosario Giorgio Costa |                               |

## Dati elettorali

### XII legislatura
|                               | Luigi Pepe ✔️ Eletto            | Polo del Buon Governo      | 41 991  | 30,12 |  |  |  |  |  |
|                               | Giuseppe D'Agostino             | Progressisti               | 39 700  | 28,48 |  |  |  |  |  |
|                               | Rosario Giorgio Costa ✔️ Eletto | Patto per l'Italia         | 38 431  | 27,57 |  |  |  |  |  |
|                               | Luigi Ecclesia                  | Rinascita Salentina        | 9 949   | 7,14  |  |  |  |  |  |
|                               | Andrea Cazzato                  | Democrazia e Solidarietà   | 4 156   | 2,98  |  |  |  |  |  |
|                               | Francesco Tullo                 | Lista Pannella-Riformatori | 3 869   | 2,78  |  |  |  |  |  |
|                               | Vincenzo Buffo                  | Lega d'Azione Meridionale  | 1 300   | 0,93  |  |  |  |  |  |
| Totale                        | Totale                          | Totale                     | 139 396 | 100   |  |  |  |  |  |
|                               |                                 |                            |         |       |  |  |  |  |  |
| Voti non validi               | Voti non validi                 | Voti non validi            | 17 266  | 11,02 |  |  |  |  |  |
| Votanti                       | Votanti                         | Votanti                    | 156 662 | 78,62 |  |  |  |  |  |
| Elettori                      | Elettori                        | Elettori                   | 199 269 |       |  |  |  |  |  |
|                               |                                 |                            |         |       |  |  |  |  |  |
| Data: 27-28 marzo 1994        |                                 |                            |         |       |  |  |  |  |  |
| Fonte: Ministero dell'interno |                                 |                            |         |       |  |  |  |  |  |

### XIII legislatura
|                               | Rosario Giorgio Costa ✔️ Eletto | Polo per le Libertà                | 64 463  | 46,39 |  |  |  |  |  |
|                               | Bruno Erroi ✔️ Eletto           | L'Ulivo                            | 63 416  | 45,64 |  |  |  |  |  |
|                               | Pietro Spedicati                | Movimento Sociale Fiamma Tricolore | 3 974   | 2,86  |  |  |  |  |  |
|                               | Pantaleo Provenzano             | Lista Pannella-Sgarbi              | 2 837   | 2,04  |  |  |  |  |  |
|                               | Ennio Antonio Licci             | Mani Pulite                        | 2 720   | 1,96  |  |  |  |  |  |
|                               | Emanuele Quadrello              | Gruppo Indipendente Libertà        | 964     | 0,69  |  |  |  |  |  |
|                               | Cosimo Caramia                  | Lega d'Azione Meridionale          | 572     | 0,41  |  |  |  |  |  |
| Totale                        | Totale                          | Totale                             | 138 946 | 100   |  |  |  |  |  |
|                               |                                 |                                    |         |       |  |  |  |  |  |
| Voti non validi               | Voti non validi                 | Voti non validi                    | 15 500  | 10,04 |  |  |  |  |  |
| Votanti                       | Votanti                         | Votanti                            | 154 446 | 75,68 |  |  |  |  |  |
| Elettori                      | Elettori                        | Elettori                           | 204 066 |       |  |  |  |  |  |
|                               |                                 |                                    |         |       |  |  |  |  |  |
| Data: 21 aprile 1996          |                                 |                                    |         |       |  |  |  |  |  |
| Fonte: Ministero dell'interno |                                 |                                    |         |       |  |  |  |  |  |

### XIV legislatura
|                               | Rosario Giorgio Costa ✔️ Eletto | Casa delle Libertà                          | 64 291  | 42,69 |  |  |  |  |  |
|                               | Claudio Casciaro                | L'Ulivo                                     | 54 123  | 35,94 |  |  |  |  |  |
|                               | Eugenio Filograna               | Filograna Salento                           | 17 992  | 11,95 |  |  |  |  |  |
|                               | Vincenzo Annunziata             | Partito della Rifondazione Comunista        | 3 924   | 2,61  |  |  |  |  |  |
|                               | Maria Isernia Filograna         | Lista Di Pietro                             | 3 151   | 2,09  |  |  |  |  |  |
|                               | Salvatore Miscuglio             | Fiamma Tricolore                            | 2 977   | 1,98  |  |  |  |  |  |
|                               | Pantaleo Provenzano             | Democrazia Europea – Socialisti Autonomisti | 2 150   | 1,43  |  |  |  |  |  |
|                               | Sebastiano Cannata              | Lista Pannella-Bonino                       | 1 516   | 1,01  |  |  |  |  |  |
|                               | Giovanni Pisacane               | Lega d'Azione Meridionale                   | 474     | 0,31  |  |  |  |  |  |
| Totale                        | Totale                          | Totale                                      | 150 598 | 100   |  |  |  |  |  |
|                               |                                 |                                             |         |       |  |  |  |  |  |
| Voti non validi               | Voti non validi                 | Voti non validi                             | 16 084  | 9,65  |  |  |  |  |  |
| Votanti                       | Votanti                         | Votanti                                     | 166 682 | 76,64 |  |  |  |  |  |
| Elettori                      | Elettori                        | Elettori                                    | 217 474 |       |  |  |  |  |  |
|                               |                                 |                                             |         |       |  |  |  |  |  |
| Data: 13 maggio 2001          |                                 |                                             |         |       |  |  |  |  |  |
| Fonte: Ministero dell'interno |                                 |                                             |         |       |  |  |  |  |  |